# Flaga Hertfordshire
Flaga Hertfordshire – flaga hrabstwa Hertfordshire została przyjęta uchwałą rady hrabstwa (county council) 19 listopada 2008.
Flaga przedstawia herb Hertford Borough (siedzący jeleń w złotym polu) na tle biało-błękitnych fal, reprezentujących liczne rzeki i strumienie hrabstwa.